# Maureen Jennings
Maureen Jennings (ur. 1939 w Birmingham) – kanadyjska pisarka, autorka powieści kryminalnych.

## Życiorys
Urodzona w 1939 w Birmingham w Wielkiej Brytanii, w 1956 wyemigrowała wraz z matką do Kanady i zamieszkała w Windsor. Uczęszczała do Assumption University (przekształcony później w University of Windsor), gdzie uzyskała licencjat z psychologii i filozofii, oraz do University of Toronto, gdzie ukończyła literaturę angielską. Pracowała jako psychoterapeuta. Mąż Iden Ford.

## Twórczość
Najbardziej znana z cyklu o detektywie Murdochu, zekranizowanym w serialach Detektyw Murdoch i The Murdoch Mysteries.     

### Detektyw Murdoch
1. Except the Dying (1997) wydanie polskie Ostatnia noc jej życia
2. Under the Dragon's Tail (1998) Pod gwiazdami Smoka
3. Poor Tom Is Cold (2001) Biedny Tom już wystygł
4. Let Loose the Dogs (2003) Spuśćmy psy
5. Night's Child (2005) Dziecko Nocy
6. Vices of My Blood (2006)
7. A Journeyman to Grief (2007)

### Christine Morris
1. Does Your Mother Know? (2006)
2. The K Handshape (2008)

### Detective Inspector Tom Tyler
1. Season of Darkness (2011)
2. Beware This Boy (2012)
3. No Known Grave (2014)
4. Dead Ground in Between (2016)